# ديون فورستر
ديون فورستر (بالإنجليزية: Dion Forster)‏ هو قسيس جنوب أفريقي، ولد في 14 يناير 1972.